# Lestrigonus macropthalmus
Lestrigonus macropthalmus är en kräftdjursart. Lestrigonus macropthalmus ingår i släktet Lestrigonus och familjen Lestrigonidae. Inga underarter finns listade i Catalogue of Life.